# Szomolya
Szomolya ist eine ungarische Gemeinde im Kreis Mezőkövesd im Komitat Borsod-Abaúj-Zemplén.

## Geografische Lage
Szomolya liegt in Nordungarn, 32 Kilometer südwestlich des Komitatssitzes Miskolc und 11 Kilometer nordwestlich der Kreisstadt Mezőkövesd. Nachbargemeinden sind Noszvaj, Bogács, Novaj und Eger.

## Geschichte
Im Jahr 1913 gab es in der damaligen Großgemeinde 267 Häuser und 1867 Einwohner auf einer Fläche von 3941 Katastraljochen. Sie gehörte zu dieser Zeit zum Bezirk Mezőkövesd im Komitat Borsod.

## Sehenswürdigkeiten
- Ehemalige Höhlenwohnungen
- Naturlehrpfad (Szomolyai Kaptárkövek Tanösvény)
- Nepomuki-Szent-János-Statue aus dem Jahr 1790
- Römisch-katholische Kirche Kisboldogasszony, erbaut 1898 im neobarocken Stil

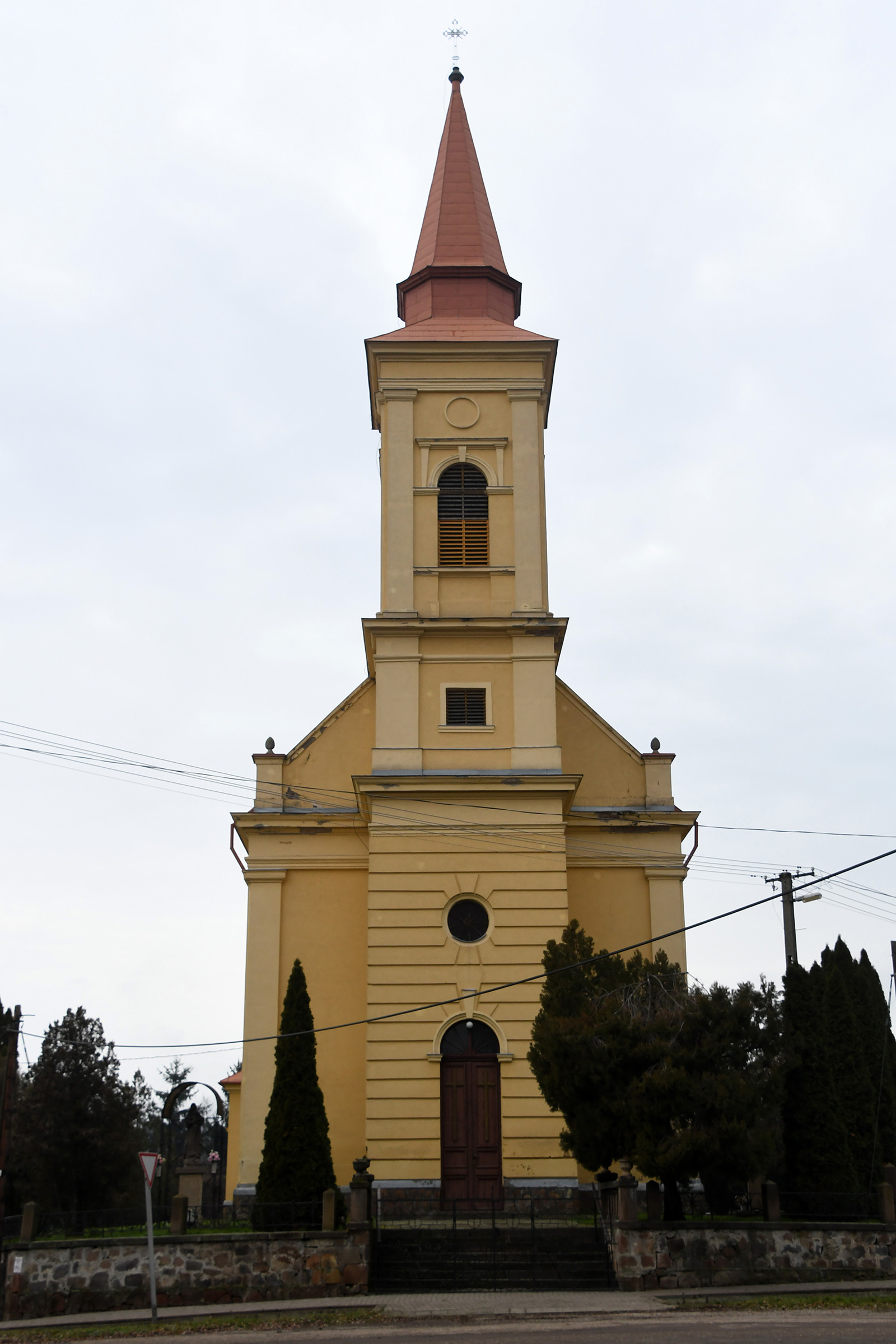
Römisch-katholische Kirche Kisboldogasszony
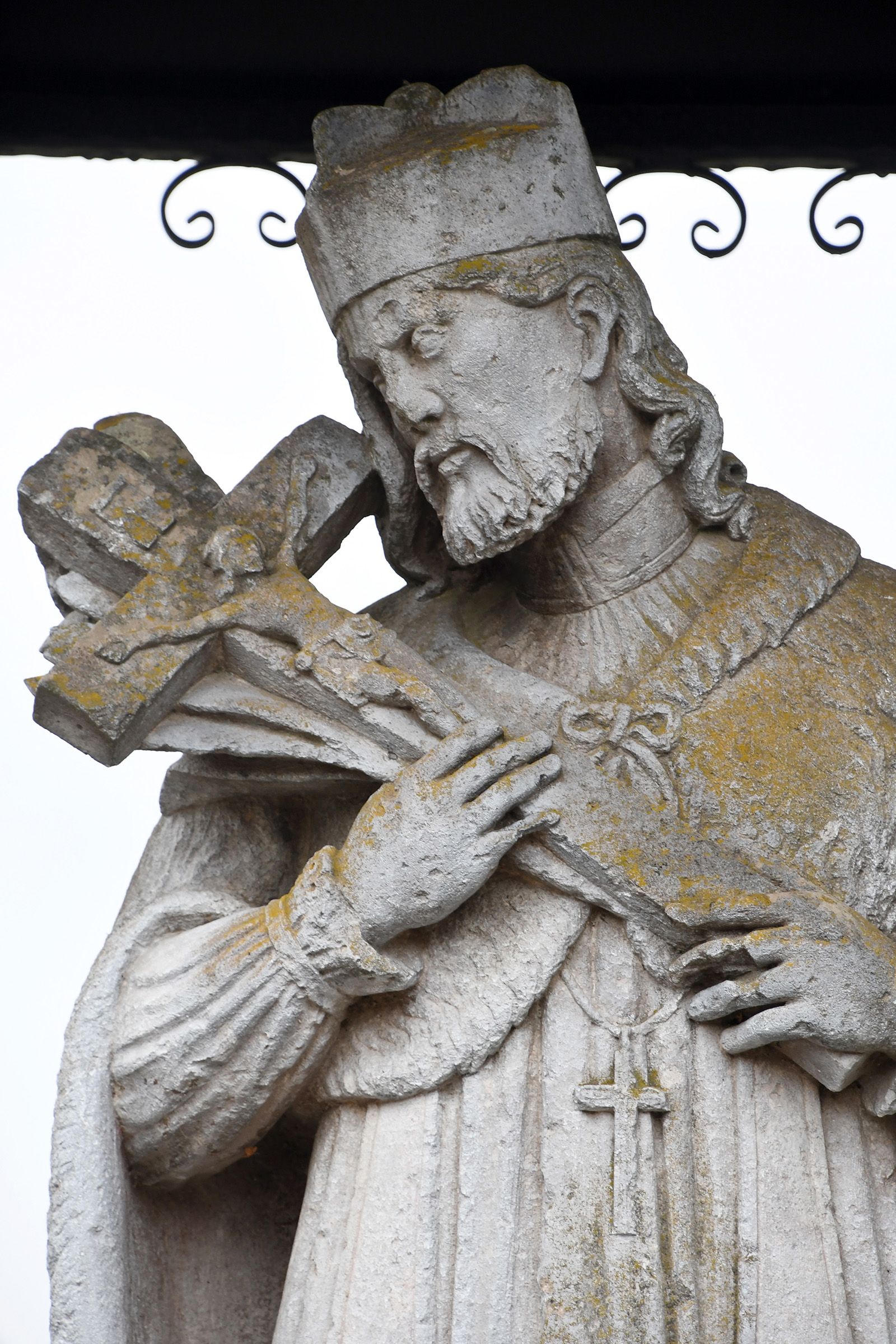
Nepomuki-Szent-János-Statue
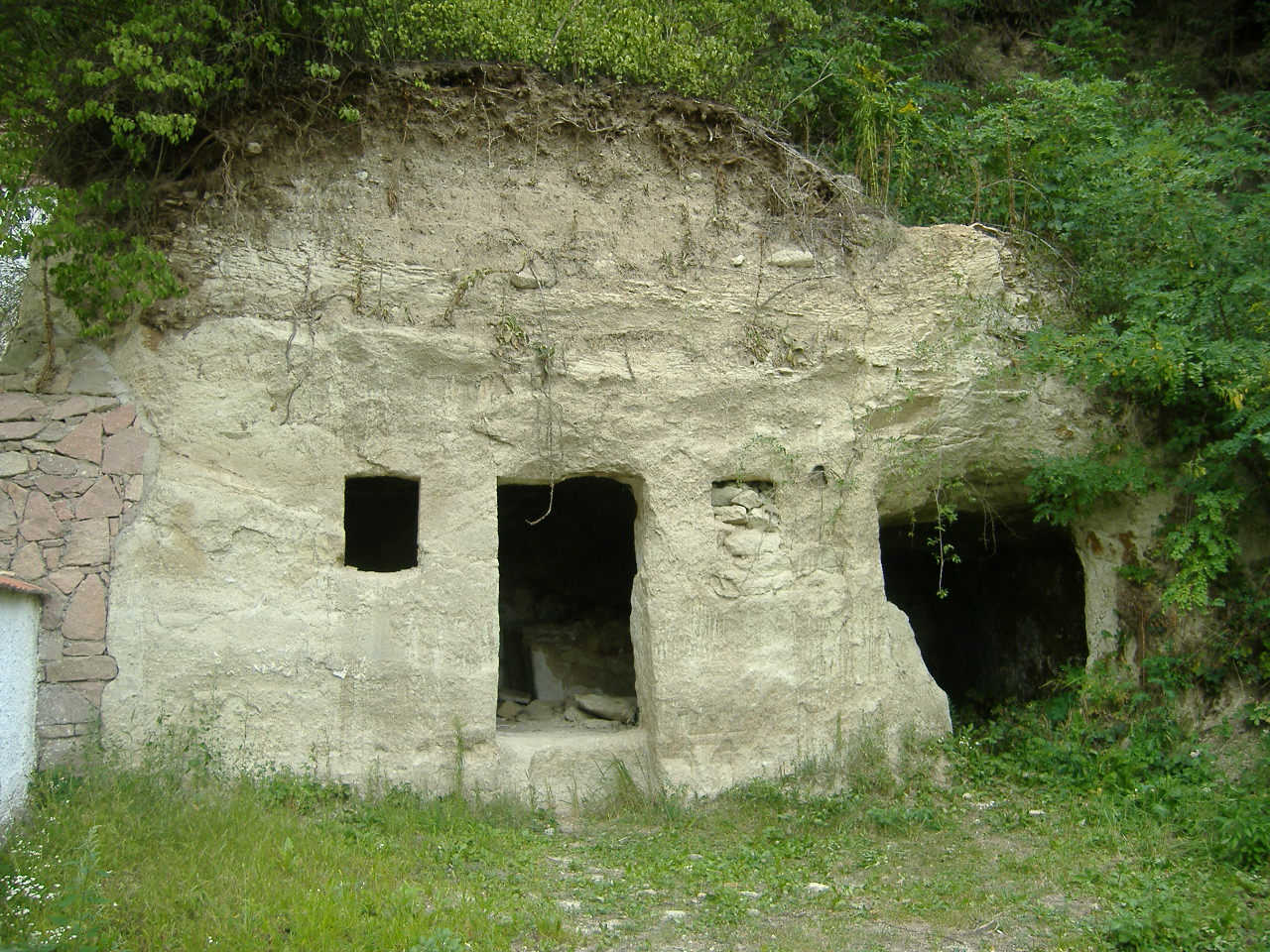
Ehemalige Höhlenwohnung

## Verkehr
Durch Szomolya verläuft die Landstraße Nr. 2509. Es bestehen Busverbindungen über Noszvaj nach Eger sowie nach Mezőkövesd, wo sich der nächstgelegene Bahnhof befindet.